# William G. Moulton

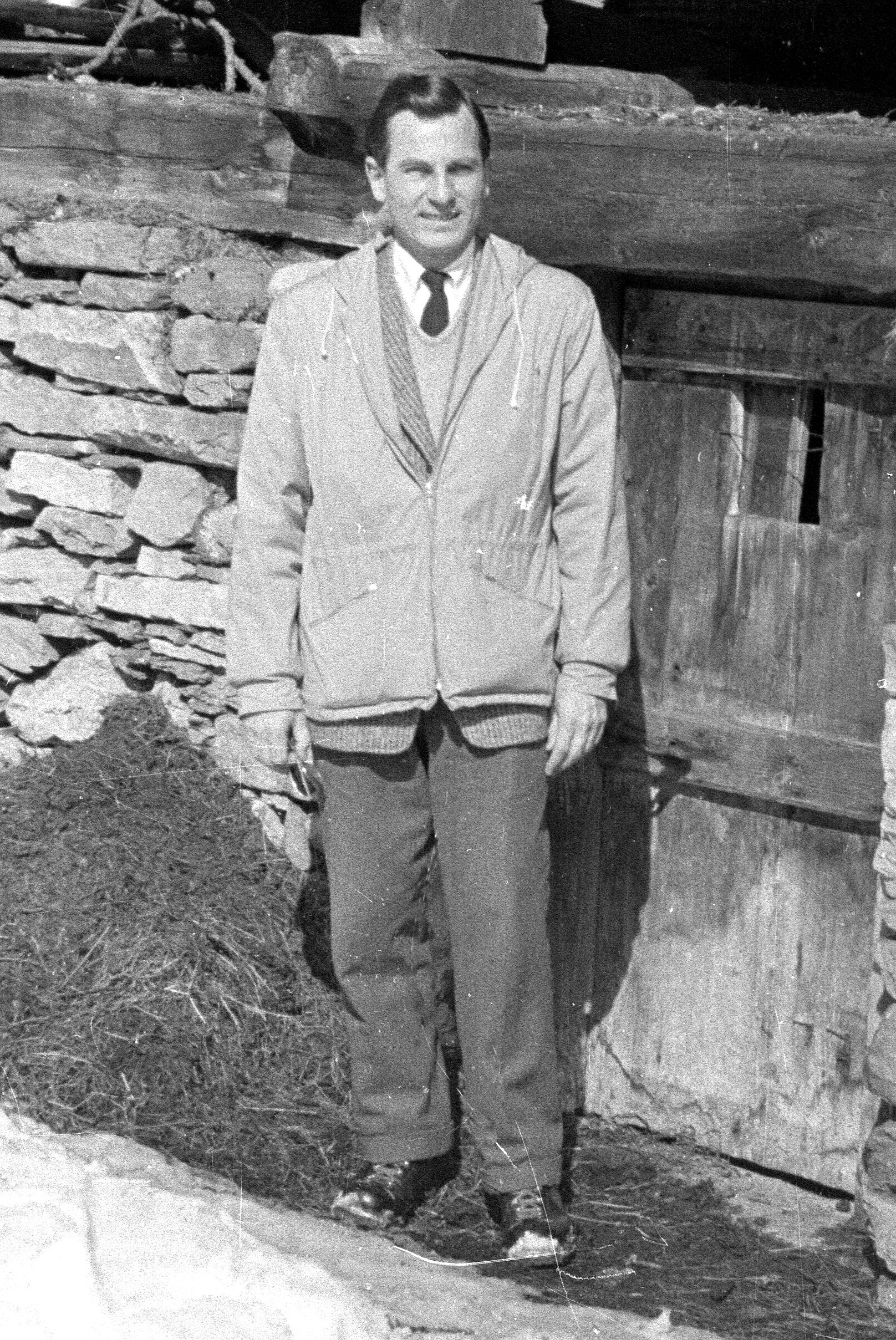
William G. Moulton (1914–2000), anlässlich von Aufnahmen für den Sprachatlas der deutschen Schweiz
im März 1954 in Bosco/Gurin.

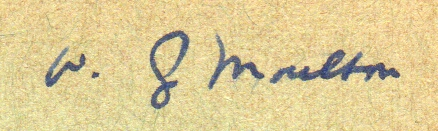

William G. Moulton ([ˈwɪɫjəm ˈdʒiː ˈmoʊɫtən], das G. steht für Gamwell, den Ledigennamen der Mutter; * 5. Februar 1914 in Providence, Rhode Island; † 2. Juni 2000 in Exeter, New Hampshire) war ein US-amerikanischer germanistischer Sprachwissenschafter. Bedeutend waren insbesondere seine Forschungen im Bereich der schweizerdeutschen Phonologie und des Fremdsprachenunterrichts.

## Leben
Moulton zeigte schon als Jugendlicher großes Interesse für Lateinisch, Französisch und Deutsch. 1935 begann er ein Studium an der Universität Princeton in Französisch, Deutsch und Internationalen Beziehungen und schloss den Bachelor mit Bestnoten ab. Er erhielt in der Folge ein Stipendium an der Humboldt-Universität zu Berlin, wo er seine nachmalige Frau Jenni Karding kennenlernte; sie heirateten 1938. 1936 schrieb sich Moulton für das Masterstudium an der Yale-Universität ein, damals ein Zentrum für philologisch ausgerichtete Sprachwissenschaft, und studierte unter anderem bei Eduard Prokosch, Edward Sapir, Edgar H. Sturtevant, Hans Kurath und Leonard Bloomfield. Seine 1941 abgeschlossene Dissertation über den in gewissen südwestschweizerdeutschen Dialekten auch in unbetonten Silben erhaltenen althochdeutschen Vokalismus begann er noch unter Prokosch, vollendete sie aber nach dessen Unfalltod unter Bloomfield.
Moulton wirkte in den darauf folgenden Jahren in Yale als Assistenzprofessor für Deutsch. In diesen Jahren des Zweiten Weltkriegs lehrte er englische Muttersprachler Deutsch; Ergebnis dieser Tätigkeit war das Buch Spoken German, das er 1944 zusammen mit seiner Frau Jenni Karding Moulton veröffentlichte. Im gleichen Jahr zog das Ehepaar nach Washington, DC, wo Moulton im Auftrag der amerikanischen Bundesregierung als Language Supervisor für den militärischen Japanischunterricht arbeitete. Später überwachte er den Englischunterricht für deutsche Kriegsgefangene in Amerika. Nach dem Krieg verließ er den Militärdienst im Rang eines Hauptmanns und kehrte für kurze Zeit nach Yale zurück.
1947 wechselte Moulton auf Einladung von J. Milton Cowan, dem Gründer der dortigen Abteilung für moderne Sprachen (Division of Modern Languages, DML), an die Cornell-Universität. Die DML war ein Resultat des kriegsbedingten Fremdsprachunterrichts: Anders als die herkömmlichen, einzelsprachlich organisierten Abteilungen gliederte sie die Literaturwissenschaft aus, konzentrierte das Lehren und Lernen moderner Sprachen in einer einzigen administrativen Einheit und förderte neben dem Sprachunterricht die kontrastive Linguistik. Moulton wirkte hier zuerst als außerordentlicher, ab 1949 als ordentlicher Professor.
1960 wurde Moulton an die Universität Princeton zurückberufen, um dort ein interdepartementales Doktorandenprogramm für Linguistik zu entwickeln. Von 1962, als das Programm seine Tätigkeit aufnahm, bis 1979, als Moulton emeritiert wurde, war er dort als Leiter des Programms tätig.
Moulton galt als typischer Vertreter des vornehmen, aber zugleich bescheiden auftretenden und mit Charisma begabten Neuengländers. Er würzte seinen Unterricht mit zahlreichen Anekdoten und wurde von seinen vielen Studenten hoch geschätzt. Er sprach außer seiner Muttersprache Englisch akzentfrei Deutsch und hatte gute bis sehr gute Sprachkenntnisse in Französisch, Italienisch, Niederländisch und – worauf er am meisten stolz war – Schweizerdeutsch.

## Forschung und Wirken
Moulton war in zwei verschiedenen Forschungsrichtungen aktiv: in der Phonologie und im Fremdsprachenunterricht.

### Phonologie

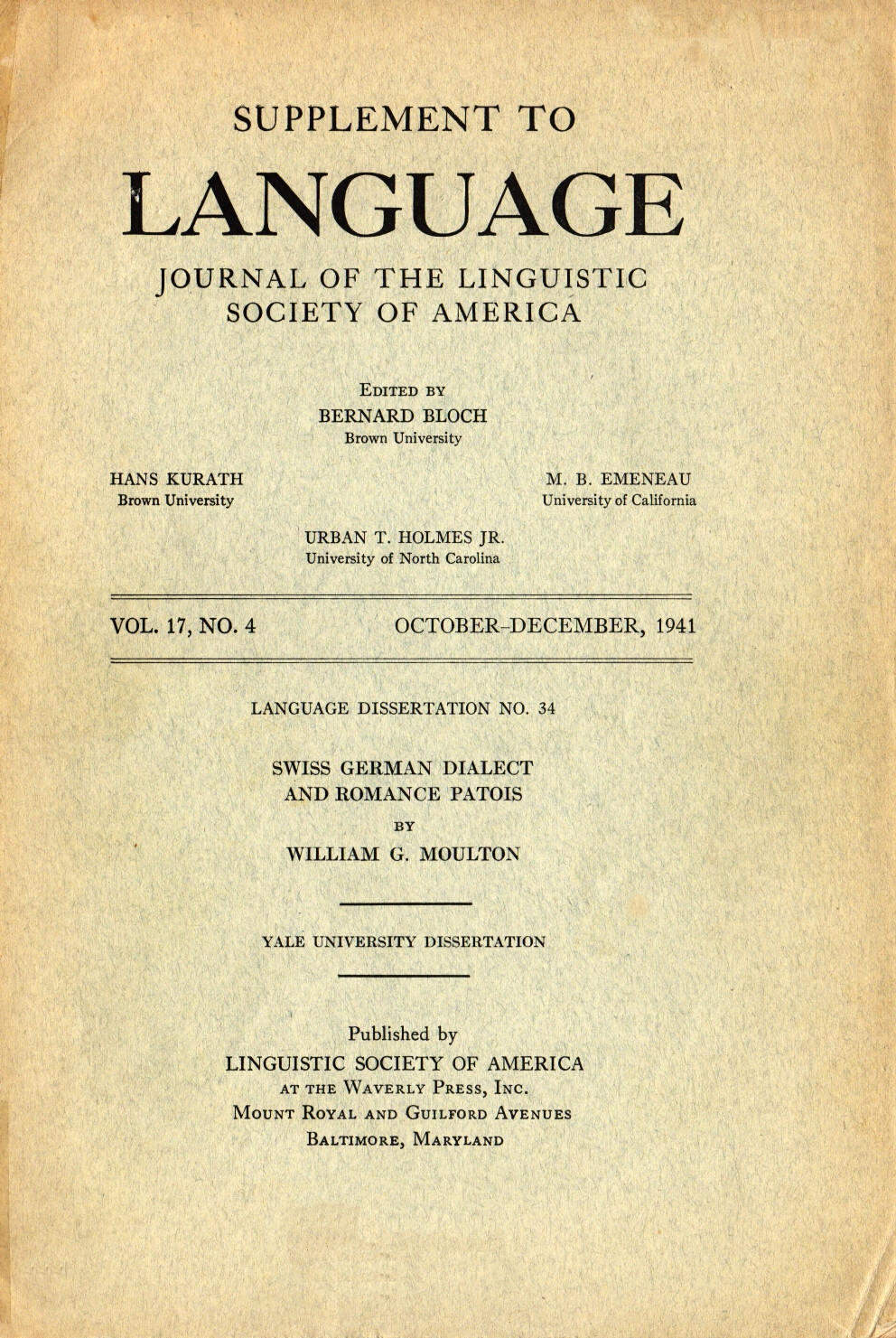
Titelblatt der Dissertation von William G. Moulton (Supplement to Language 17.4, 1941)

Im Zentrum von Moultons Forschen stand die Phonologie gesprochener Sprachen und damit der Dialekte; methodisch war er zeit seines Lebens ein überzeugter Strukturalist bloomfieldscher Prägung. Besonders angetan hatte es ihm das Alemannische der Schweiz, für welches er unter anderem die Grundlagen der ostschweizerischen Vokalspaltung formulierte. Im März 1954 machte er zusammen mit Rudolf Hotzenköcherle die Aufnahmen für den Sprachatlas der deutschen Schweiz in Bosco/Gurin.
Schon Moultons Dissertation begründete dessen guten Ruf bei schweizerischen Sprachwissenschaftern, der bis heute anhält. Auch spätere Aufsätze wie Juncture in modern standard German (1947), Dialect geography and the concept of phonological space (1962) oder Structural dialectology (1968, ausgelöst durch Uriel Weinreichs 1954 verfassten Aufsatz Is a structural dialectology possible?) sowie mehrere in den Sechziger- und Siebzigerjahren verfasste Aufsätze zur schweizerdeutschen Phonologie legen ein beredtes Zeugnis seines systemorientierten Sprachverständnisses ab. Für Moulton bedeutete der Strukturalismus die Optimierung der «traditionellen» historischen Sprachwissenschaft. Doch auch für die in den Sechzigerjahren aufkommende Soziolinguistik zeigte Moulton als progressiver Dialektologe Sympathien; so drückte er seine Zustimmung zu den Arbeiten William Labovs aus.
Seine Fokussierung auf das Schweizerdeutsche begründete Moulton selbst erstens mit dessen beträchtlicher Vielfalt und Lebendigkeit, zweitens dessen umfassender synchronischer und diachronischer Dokumentierung, drittens seiner eigenen Dissertation zum Walliserdeutschen und viertens dessen Komplexität im Bereich des Vokalismus. Als fünften, «unwissenschaftlichen» Punkt nannte er die phantastische Topographie der Schweiz, die es ihm besonders angetan hatte.

#### Walliserdeutsch und Frankoprovenzalisch
Moultons Dissertation Swiss German dialect and Romance patois war eine der ersten Arbeiten überhaupt, die ein dialektologisches Thema mit den Methoden des Strukturalismus abhandelte. Zahlreiche (aber nicht alle) Vertreter der junggrammatische Sprachwissenschaft erklärten bisher die Tatsache, dass in den modernen walliserdeutschen Endungen nicht allein – lautgesetzlich – die althochdeutschen Langvokale, sondern zum Teil auch die althochdeutschen Kurzvokale in unbetonter Position als /a/, /e/, /i/, /o/ und /u/ erhalten geblieben sind, damit, dass letztere zumindest im alemannischen Raum auch mit langer Quantität existiert haben mussten. Moulton dagegen zeigte, dass das Laut- und das Formensystem der höchstalemannischen und frankoprovenzalischen Dialekte des Wallis zahlreiche Parallelen aufweisen, und deutete die im Walliserdeutsch bewahrte Qualität der auslautenden Vokale jenseits der Dichotomie lautgesetzlich versus nicht lautgesetzlich als frankoprovenzalische Substrat- beziehungsweise Adstratwirkung und damit als Ergebnis frühen Sprachkontakts.

#### Ostschweizerische Vokalspaltung
Eine konkrete Anwendung des phonologischen Strukturalismus zeigte er in seinen 1960 und 1961 veröffentlichten Aufsätzen zur sogenannten «ostschweizerischen Vokalspaltung» auf. Moulton erklärte darin die in allen Dialekten der Nordostschweiz vorkommende Aufspaltung des mittelhochdeutschen /o/ und /ø/ in die beiden Phoneme /o/ und /ɔ/ bzw. /ø/ und /œ/ als Korrektur des asymmetrischen Vokalsystems des Mittelhochdeutschen, das in den vorderen Reihen die vier Stufen /i/, /e/, /ɛ/ und /æ/, in der hinteren Reihen aber nur die drei Stufen /u/, /o/ und /a/ bzw. in der mittleren Reihe nur /y/ und /ø/ kannte. In der großen Mehrheit der schweizerdeutschen Dialekte wurde die Symmetrie dadurch hergestellt, indem das mittelhochdeutsche /ɛ/ zu /æ/ gesenkt wurde, womit ein gleichmäßiges dreistufiges System erreicht wurde. In der Nordostschweiz hingegen blieb /ɛ/ erhalten, und die Symmetrie wurde auf dem Weg der Spaltung von /o/ in /o/ (parallel zu /e/) und /ɔ/ (parallel zu /ɛ/) bzw. von /ø/ (parallel zu /e/) zu /ø/ und /œ/ (parallel zu /ɛ/) hergestellt. Unabhängig davon, ob daneben auch /æ/ erhalten blieb (Oberthurgau, westliches Fürstenland, Toggenburg, Appenzell, oberes St. Galler Rheintal) oder aber zu /ɛ/ gehoben wurde (Schaffhausen, nördliches Zürich, mehrheitlich Thurgau, östliches Fürstenland, Stadt St. Gallen, unteres St. Galler Rheintal, Churer Rheintal), entstand dadurch ein harmonisches Vokalsystem. Im weiteren Zusammenhang mit der Aufspaltung der hinteren beiden Reihen steht auch die ostschweizerische Aufspaltung der Hochzungenvokale /i/, /y/ und /u/ in /i/ und /e/, /y/ und /ø/ sowie /u/ und /o/.

#### Phonologische (phonemische) und phonetische Dialektkarten
Moulton weilte 1958/1959 mit einem Stipendium der American Council of Learned Societies längere Zeit in der Schweiz, wo ihm Rudolf Hotzenköcherle freie Einsicht in das Material des damals noch ungedruckten Sprachatlasses der deutschen Schweiz gewährte. Auf diesen Daten aufbauend, publizierte Moulton in der Folge mehrere Aufsätze, in denen er einerseits Lautentwicklungen wie die oben genannte Ostschweizerische Vokalspaltung erklären konnte und anderseits darlegte, wie man Dialekträume sichtbar machen kann, indem man phonetische Daten phonologisch (oder phonemisch, das heißt im Gesamtsystem betrachtet) in Karten einzeichnet. Er sah in phonologischen Karten den großen Vorteil, dass sie «auf Grund von objektiven, spracheigenen Faktoren eine klare Dialekteinteilung» möglich machten, und hoffte, die Schweizer Dialektologie würde in Zukunft «solche phonologischen Karten als wertvolle Ergänzung zu den herkömmlichen phonetischen Karten gebrauchen». Dieser Wunsch ging jedenfalls im Zusammenhang mit dem von 1962 bis 1997 in acht Bänden erscheinenden Sprachatlas der deutschen Schweiz nicht in Erfüllung – der Strukturalismus hatte es in der deutschsprachigen Dialektologie lange Zeit schwer, Fuß zu fassen. Wie gewinnbringend er jedoch zur synchronen und diachronen Erklärung der Deutschschweizer Dialektlandschaft herbeigezogen werden kann, zeigte Walter Haas in seiner 1978 erschienenen Habilitationsschrift. Auch Peter Wiesingers für die Dialektologie heute maßgebliche Einteilung der deutschen Dialekte von 1983 gründet im strukturalistischen Zugang.

### Fremdsprachenunterricht
Ein zweites Forschungsfeld Moultons bildete die theoretische Basierung des Fremdsprachenunterrichts durch die Kontrastive Linguistik. Ausgehend von seiner Tätigkeit im Zweiten Weltkrieg und den anschließenden dreizehn Jahren an der DML, befassten sich die späteren drei Monographien alle mit dem Lernen von Sprachen auf kontrastiver Basis: Spoken German (1944, zusammen mit seiner Frau Jenni Karding-Moulton), The sounds of English and German (1962) und A linguistic guide to language learning (1966, 21970, deutsch 1972). Da Moultons Interessen in erster Linie bei der Sprachwissenschaft lagen, verstand er diese drei Werke als Versuch zu zeigen, wie linguistische Prinzipien im Fremdsprachunterricht angewandt werden können. Für den Autor war der Sprachschüler ein Individuum, das wie er selbst analytisch dachte und am Aufbau der Sprache interessiert war. Er blieb dabei seinen bloomfieldschen Überzeugungen treu, bezog im Syntax-Kapitel des Guide aber auch schon frühgenerative Konzepte ein.

## Auszeichnungen
Moulton erhielt drei angesehene Stipendien: ein Fulbright-Stipendium, dank dem er das Jahr 1953/1954 in den Niederlanden verbrachte, eines des American Council of Learned Societies, das ihm 1958/1959 einen Aufenthalt in der Schweiz ermöglichte, und ein Guggenheim-Stipendium, das er 1964/1965 für einen erneuten Aufenthalt in der Schweiz einsetzte.
Überdies wurde er 1970 vom Goethe-Institut mit der Goldenen Goethe-Medaille, 1976 von der Yale-Universität mit der Wilbur Cross Medal und 1982 von der Max Geilinger-Stiftung mit dem Max Geilinger-Preis ausgezeichnet. Moulton war Präsident der Linguistic Society of America und bekam Ehrendoktorate vom Middlebury College (1974) und von der Universität München (1984). 1974 wurde er in die American Academy of Arts and Sciences gewählt.

## Publikationen in Auswahl
Autobiographie
- On becoming and being a linguist. In: First person singular: Papers from the Conference on an Oral Archive for the History of American Linguistics. Hrsg. von Boyd H. Davis und Raymond K. O’Cain. Amsterdam 1980, S. 55–65.

Monographien
- Swiss German dialect and Roman patois. Baltimore 1941 (Supplement to Language 17.4, Language dissertation 34).
- [zusammen mit Jenni Karding Moulton:] Spoken German. Ithaka NY 1944.
- The sounds of English and German. Chicago 1962.
- A linguistic guide to language learning. New York 1966, 2., überarbeitete Auflage ebenda 1970. Noch einmal überarbeitet auf Deutsch, zusammen mit Reinhold Freudenstein: Wie lernt man fremde Sprachen? Ein linguistischer Ratgeber. Dortmund 1972.

Aufsätze
- Juncture in modern standard German. In: Language 23 (1947) 212–226.
- The short vowel system in Northern Switzerland. In: Word 16 (1960) 155–182.
- Lautwandel durch innere Kausalität: die ostschweizerische Vokalspaltung. In: Zeitschrift für Mundartforschung 28 (1961) 227–251.
- Zur Geschichte des deutschen Vokalsystems. In: Beiträge zur Geschichte der deutschen Sprache und Literatur 83 (1961 und 1962) 1–35.
- Dialect geography and the concept of phonological space. In: Word 18 (1962) 23–32.
- The vowels of Dutch: Phonetic and distributional classes. In: Lingua 11 (1962) 294–312.
- Phonologie und Dialekteinteilung. In: Sprachleben der Schweiz [= Festschrift für Rudolf Hotzenköcherle]. Hrsg. von Paul Zinsli und anderen. Bern 1963, S. 75–86.
- Phonetische und phonologische Dialektkarten. Beispiele aus dem Schweizerdeutschen. In: Communications et rapports du Premier Congrès International de Dialectologie générale, 1960. Hrsg. vom Centre international de Dialectologie générale. Louvain 1964, S. 117–128.
- Die schweizerdeutsche Hiatusdiphthongierung in phonologischer Sicht. In: Philologia Deutsch. Festschrift zum 70. Geburtstag von Walter Henzen. Hrsg. von Werner Kohlschmidt und Paul Zinsli. Bern 1965, S. 115–129.
- Structural dialectology. In: Language 44 (1968) 451–466.
- The mapping of phonemic systems. In: Zeitschrift für Mundartforschung. Beihefte Neue Folge Nr. 4: Verhandlungen des zweiten internationalen Dialektologenkongresses II. Steiner, Wiesbaden 1968, S. 574–591.
- Der morphologische Umlaut im Schweizerdeutschen. In: Festgabe für Paul Zinsli. Hrsg. von Maria Bindschedler, Rudolf Hotzenköcherle und Werner Kohlschmidt. Bern 1971, S. 15–25.
- Notker’s ‘Anlautgesetz’. In: Irmengard Rauch, Gerald F. Carr (Hrsg.): Linguistic method. Essays in honor of Herbert Penzl. The Hague 1979, S. 241–251.
- Sandhi in Swiss German dialects. In: Henning Andersen (Hrsg.): Sandhi phenomena in the languages of Europe. Berlin / New York 1986, S. 385–392.